# Дуумвірат
Дуумвірат (лат. duumviratus, «управління двох», «співуправління») — система управління державою чи спільнотою двома рівноправними особами.

## Короткі відомості
У Стародавньому Римі дуумвірат означав посаду, що займалася водночас двома особами. Зразком для такого політичного інституту були консули, що обиралися в Римі. Подібні пари управлінців називалися дуумвірами (duumviri) або дуовірами (duoviri). Вони були присутні як в римській, так і провінційних міських адміністраціях, переважно у Західній римській імперії. У цих містах як високопосадовців щорічно призначали «двох законодавців» (duoviri iure dicundo або quinquennales), яким підпорядковувалися «два еділи» (duoviri aediles).
У Карфагені також існувала система дуумвірату. Містом керували двоє голів.
У середньовічній традиції римського дуумвірату були запозичені європейськими монархіями. Королі чи князі укладали угоди зі своїми родичами або сторонніми особами про спільне володіння тими чи іншими землями, задля уникнення війни. Обидва укладачі угоди були рівноправними, мали право називати себе титулом повновладних правителів краю, або поступатися цим титулом на користь одного з дуумвірів.
В історії України прикладами дуумвірату може служити співуправління братів Романовичів — Данила і Василька, або братів Юрійовичів — Андрія і Льва у Галицько-Волинському князівстві.
Сьогодні зразком дуумвірату є система управління Андорри, якою керують двоє титулярних співкнязі, одним з яких є Президент Франції. Попри це реальну владу в країні має прем'єр-міністр Андорри.